# 20世紀ノスタルジア
『20世紀ノスタルジア』（にじゅっせいきノスタルジア）は、1997年7月26日公開の原將人監督による日本映画。広末涼子の映画デビュー作、映画初主演作でもある。90年代後半の東京を舞台に主人公のひと夏の青春や成長が瑞々しく、ノスタルジックに描かれる。

## あらすじ
遠山杏（広末涼子）は放送部に所属する高校2年生。ある日、ビデオカメラの練習中に、同じ高校の転校生・片岡徹（圓島努）に声をかけられ「一緒に映画を撮ろう」と誘われる。片岡は自らを宇宙人チュンセと名乗り、遠山をポウセと名付ける。
そして、2人は夏休みを使って一緒に映画を撮り始める。そんな中、一応はラストシーンまでは撮影するのだが、映画を完成させること無く、片岡は突然オーストラリアに転校してしまう。
2学期になり、片岡にビデオレターを送っても返事が無く、やる気を失っている杏だったが、親友のひろ子の熱心な働きかけや放送部の顧問の策略により、編集作業を再開することになる。その中で、片岡が残した未編集テープを見ることで、やる気が戻ってくる。そして、追加撮影を行い、納得できなかったラストシーンを変更して映画を完成させることを決心する……。

## エピソード
- 「チュンセ」と「ポウセ」とは、宮沢賢治の『双子の星』に出てくる主人公の名前である。
- 広末涼子はオーディションで選ばれブレイクする前の1995年8月に撮影が開始されたものの、制作は一時中断。広末がブレイクした後の1997年1月に撮影を再開した。それに合わせてシナリオも改変され、1995年撮影分の多くが夏休みのシーンとなり、1997年には主に2学期のシーンが撮影された。
- 原將人監督は広末涼子の女優としての素質、姿勢を評価し、「広末涼子は女優菩薩である」と絶賛した。
- 出演者自らがビデオカメラを持ち、撮影したシーンが多数ある。劇中歌が多く使用され、ビデオカメラを持ちながらチュンセやポウセが映画の中で歌う。劇中歌および音楽はその全てを原監督が担当。発売されたサウンドトラックには一部映画では使用されなかった音源も含まれている。
- メイキングビデオ『インフィニティ』の監督は犬童一心、鈴木秀幸。
- 奈良美智が本作品のファンであることを公言し、原監督の次作『MI・TA・RI!』でオリジナルイラストを提供した他、原監督の他作品同様、映画ファンからのカルトな人気を得て、複数のファンサイトが作成された。

## キャスト
- 遠山杏（ポウセ） - 広末涼子
- 片岡徹（チュンセ） - 圓島努
- 芦川ひろ子 - 多田亜沙美
- 北村嘉代 - 新田聡子
- 片岡信子 - 大島蓉子
- 遠山信也 - 根岸吉太郎
- 遠山（吉野）桃 - 余貴美子
- 教頭先生 - 佐藤正宏
- お巡りさん - 梅垣義明
- 生徒 - 西出美帆　他

## スタッフ
- 監督：原將人
- 企画：佐々木史朗、井上義久
- 製作：西村隆、佐藤美由紀
- プロデューサー：梨木友徳
- 脚本：中島吾郎、原将人
- 撮影：馬場順一
- 照明：金子高士
- 録音：浦田和治
- 音響効果：岡瀬晶彦
- 美術：丸尾知行
- 編集：宮島竜治
- 記録：生田透子
- 音楽プロデューサー：安室克也
- 配給：大映

## 主題歌
- ニューロンシティの夜（作詞・作曲：原将人、唄：広末涼子・圓島努）

## 受賞
- 原将人
  - 第38回日本映画監督協会新人賞
- 広末涼子
  - 第21回日本アカデミー賞新人俳優賞受賞
  - 第52回毎日映画コンクールスポニチグランプリ新人賞受賞
  - 第19回ヨコハマ映画祭新人賞受賞
  - 第23回おおさか映画祭新人賞受賞
  - 第12回高崎映画祭ベストアイドル賞
  - 第2回日本インターネット映画大賞新人賞賞

## 主なロケ地
- 隅田川周辺
  - 清洲橋
  - 中央大橋
  - 桜橋
  - 越中島公園
- 東京タワー
- 浅草寺（雷門）
- BOX東中野
- つくば秀英高等学校
- 日本映画学校
- いわき市永崎海岸